# Boussès
Boussès – miejscowość i gmina we Francji, w regionie Nowa Akwitania, w departamencie Lot i Garonna.
Według danych na rok 1990 gminę zamieszkiwało 46 osób, a gęstość zaludnienia wynosiła 1 osób/km² (wśród 2290 gmin Akwitanii Boussès plasuje się na 1123. miejscu pod względem liczby ludności, natomiast pod względem powierzchni na miejscu 142.).